# ایگوانای دریایی
ایگوانای دریایی (نام علمی: 'Amblyrhynchus cristatus') که با نام‌های ایگوانای آب‌شور و ایگوانای دریایی گالاپاگوس نیز شناخته می‌شود، یک گونه از خانوادهٔ ایگوآنایان است که تنها در مجمع‌الجزایر گالاپاگوس در کشور اکوادور یافت می‌شود. ویژگی‌های این ایگوانا در تغذیه از جلبک‌های دریایی که بخش عمدهٔ تغذیهٔ آن را تشکیل می‌دهد، در میان مارمولک‌های عصر جدید منحصربه‌فرد است و آن را به یک خزنده دریایی تبدیل کرده‌است.
نرهای بالغ این گونه، برای تغذیه از جلبک‌های کف دریا، به زیر آب می‌روند. ماده‌ها و نرهای نابالغ اما معمولاً در هنگام پایین رفتن آب دریا، با جستجو در پهنه جزر و مدی، جلبک‌ها را یافته و از آن‌ها تغذیه می‌کنند. ایگواناهای دریایی به صورت کلنی و معمولاً در سواحل سنگی زندگی می‌کنند. با این وجود، آن‌ها در سواحل شنی و جنگل‌های ساحلی مانگرو نیز مشاهده می‌شوند. تنها زیستگاه شناخته‌شدهٔ این جانوران، مجمع‌الجزایر گالاپاگوس است. گالاپاگوس، شامل ده‌ها جزیره است و ایگواناهای دریایی ساکن برخی از این جزایر، ظاهری متفاوت با کلنی‌های سایر جزایر دارند و چندین زیرگونه مختلف را تشکیل داده‌اند.
با وجود این‌که تعداد ایگواناهای دریایی در این منطقه زیاد است، این خزندگان حفاظت‌شده، همچنان جمعیت شکننده و آسیب‌پذیری داشته و آن‌ها طبق تقسیم‌بندی‌های حفاظتی، گونه‌ای در معرض تهدید به‌شمار می‌آیند. مهم‌ترین تهدیدات نسل آن‌ها وقوع پدیدهٔ ال نینو، ورود جانوران گوشتخوار غیربومی و گونه‌های مهاجم به این جزایر و همچنین احتمال انتشار آلودگی‌های نفتی است.

## زیرگونه‌ها
به‌طور معمول، ۷ یا ۸ زیرگونه مورد توافق، برای ایگواناهای دریایی ذکر می‌شود.
این زیرگونه‌ها به ترتیب حروف الفبای انگلیسی عبارت‌انداز:
- A. c. albemarlensis Eibl-Eibesfeldt, 1962 – جزیره ایسابلا (گالاپاگوس)
- A. c. cristatus Bell, 1825 – جزیره فرناندا
- A. c. hassi Eibl-Eibesfeldt, 1962 – Santa Cruz Island
- A. c. mertensi Eibl-Eibesfeldt, 1962 – San Cristóbal and Santiago Islands
- A. c. nanus Garman, 1892 – Genovesa Island
- A. c. sielmanni Eibl-Eibesfeldt, 1962 – Pinta Island
- A. c. venustissimus Eibl-Eibesfeldt, 1956 – Española Island

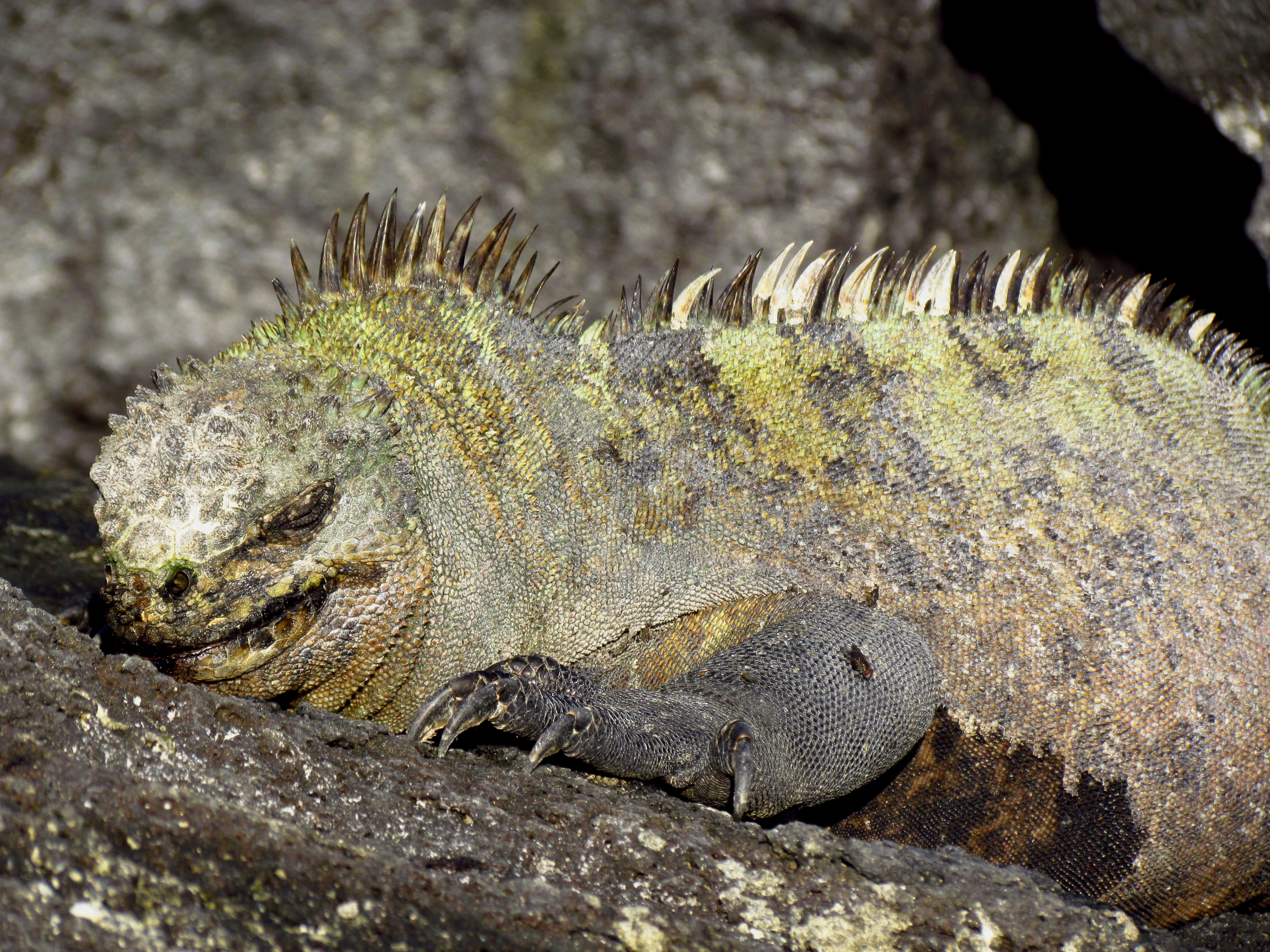
A. c. cristatis
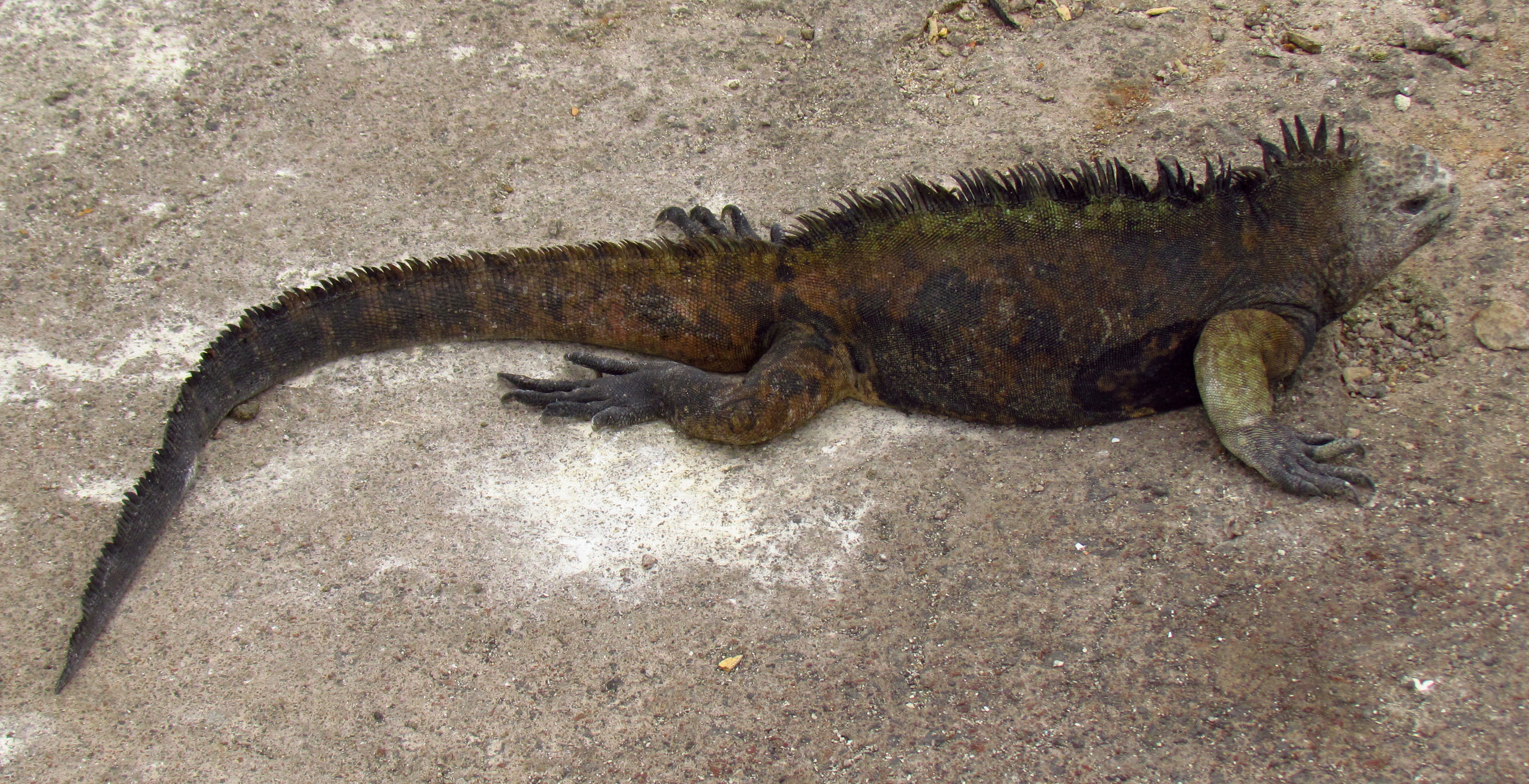
A. c. hassi
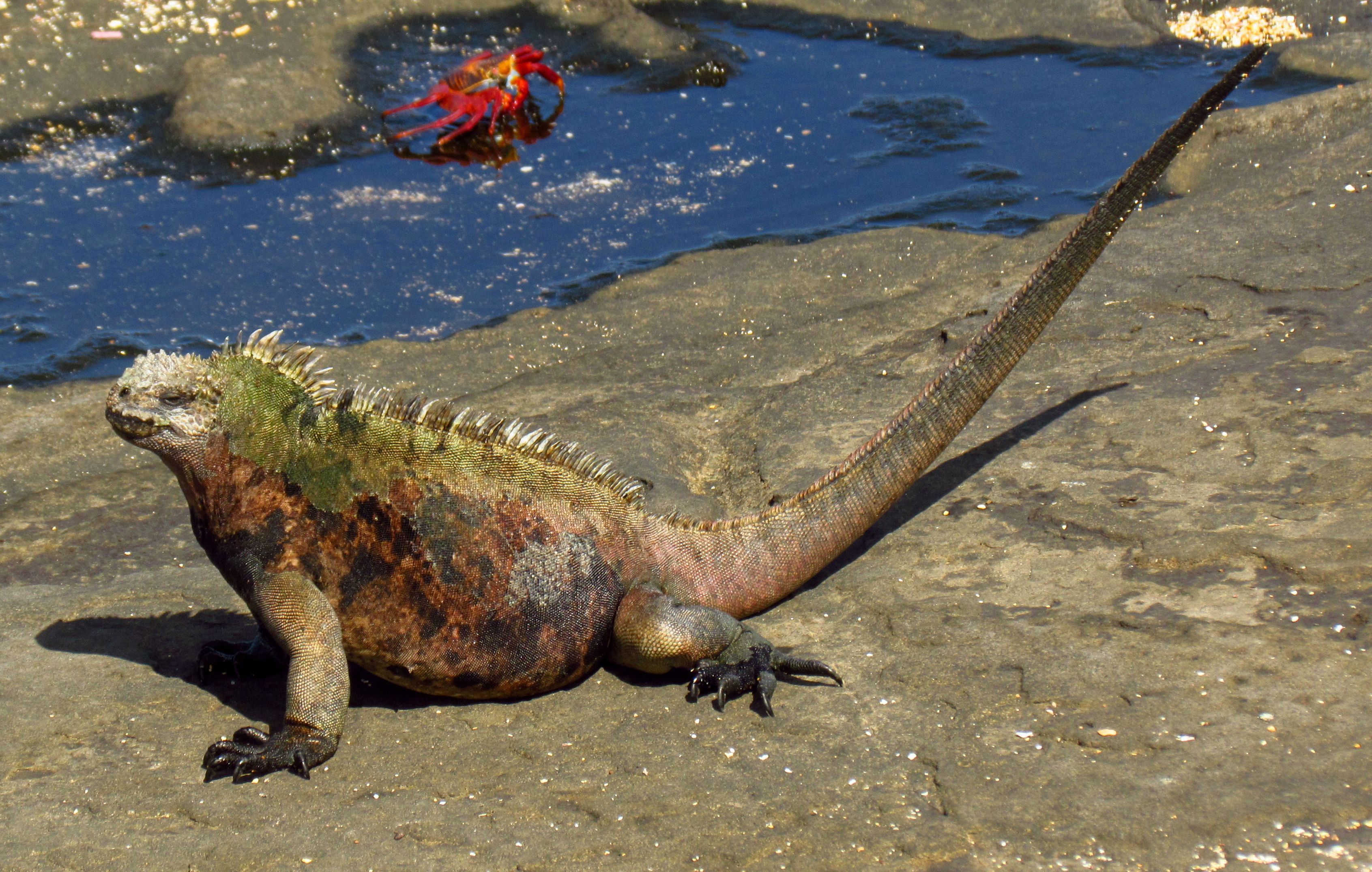
A. c. mertensi
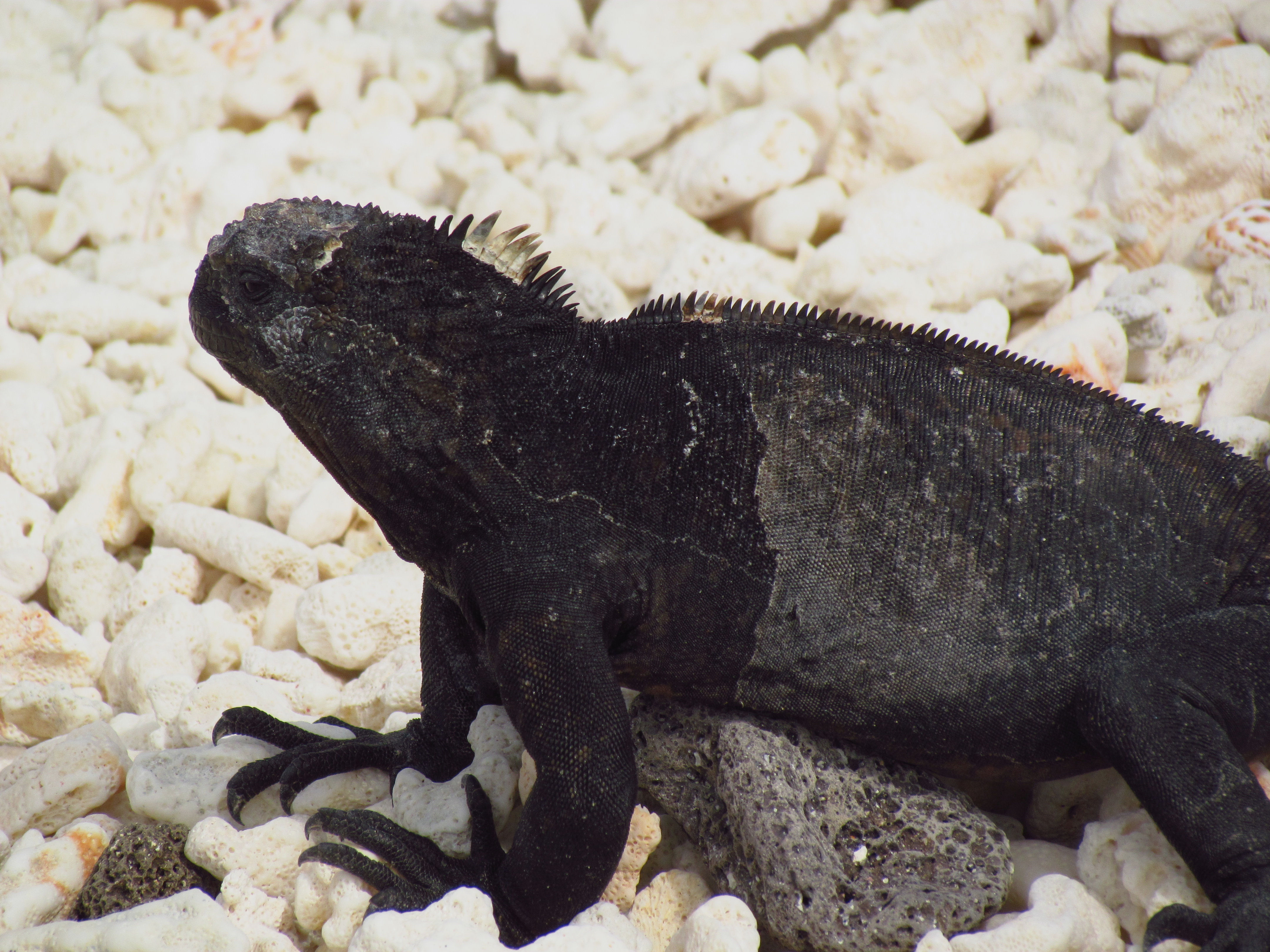
A. c. nanus
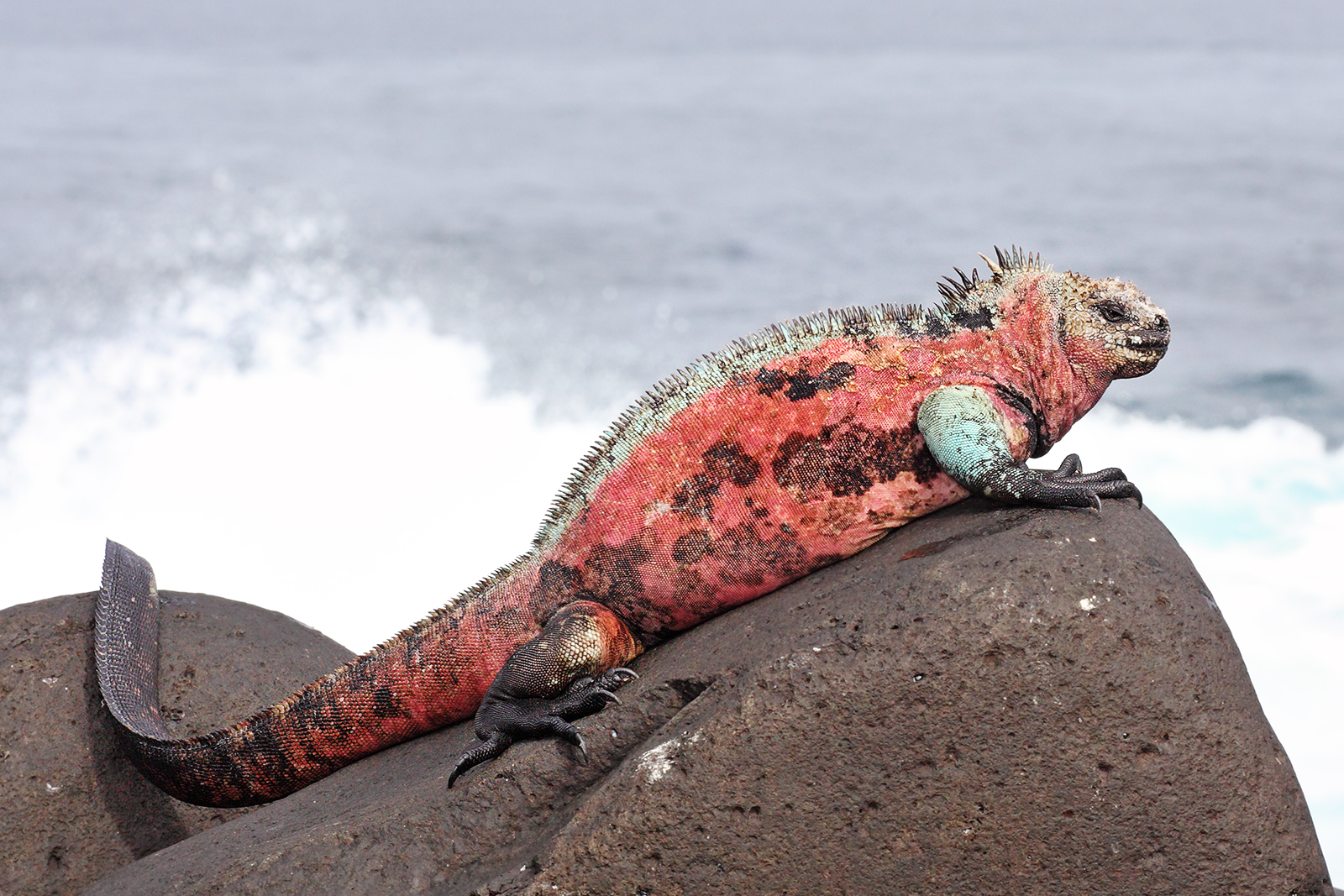
A. c. venustissimus